# Pflaumen-Gespinstmotte

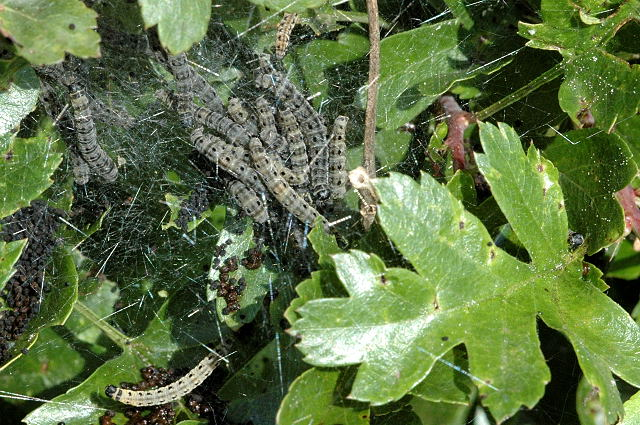
Raupen der Pflaumen-Gespinstmotte an Weißdorn-Laub

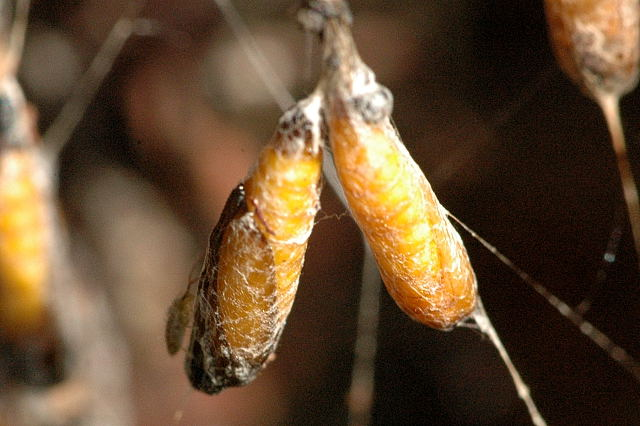
Puppen der Pflaumen-Gespinstmotte

Die Pflaumen-Gespinstmotte (Yponomeuta padella) ist ein Schmetterling (Nachtfalter) aus der Familie der Gespinst- und Knospenmotten (Yponomeutidae).

## Merkmale
Die Falter erreichen eine Flügelspannweite von 19 bis 22 Millimetern. Der Kopf und die Kopfanhänge sind weiß. Der Thorax ist weiß oder gräulich weiß und mit fünf schwarzen Flecken versehen. Die Schuppen am Flügelgelenk des Mesothorax besitzen jeweils einen schwarzen Fleck. Die Vorderflügel sind fahl gräulich weiß oder grau und mit 16 bis 19 schwarzen Flecken versehen, die in vier Reihen angeordnet sind. Die Subcostallinie besteht in der ersten Hälfte aus drei oder vier Flecken. Die zweite Reihe besteht aus fünf Flecken und verläuft ab dem ersten Drittel des Flügels bis zum Flügelaußenrand. Eine weitere mit vier bis sechs Flecken verläuft oberhalb, eine weitere mit vier bis sieben Flecken unterhalb der Flügelfalte. Die Hinterflügel sind grau. Die Beine sind weißlich, die Vorderbeine sind auf der Oberseite dunkler. Das Abdomen ist grau. Falter, deren Larven an Schlehdorn (Prunus spinosa) gefressen haben, tendieren zu einer dunkleren Färbung.
Die Eier sind rundlich und abgeplattet. Sie sind zunächst gelb, später werden sie braun.
Die ausgewachsenen Raupen erreichen eine Länge von 15 bis 22 Millimetern. Der Kopf ist schwarz, die Prothorakal- und die Analplatte sind schwärzlich. Der Raupenkörper ist grünlich grau, eine subdorsale Linie aus schwarzen Punkten befindet sich auf jeder Körperseite mit je einem Fleck pro Segment. Die Flecke sind nicht geteilt. Die Bauchbeine sind schwarz. Junge Raupen besitzen eine weißliche Farbe.
Die Puppen sind sieben bis acht Millimeter lang. Kopf, Thorax, Flügelscheiden und die letzten drei Abdominalsegmente sind fahl oder gelblich braun. Die Borstenpaare am Kremaster sind in einer nahezu geraden Linie angeordnet, zwei Borstenpaare besitzen die gleiche Länge.

### Ähnliche Arten
Die Pflaumen-Gespinstmotte ist Teil eines Artenkomplexes, deren Vertreter auch bei Genitaluntersuchungen nur sehr schwer von ähnlichen Arten unterschieden werden können. Von der Apfel-Gespinstmotte (Yponomeuta malinellus) ist die Pflaumen-Gespinstmotte am ehesten anhand der Nahrungspflanze zu unterscheiden, aber auch das ist nicht immer zuverlässig. Für gewöhnlich unterscheidet sich die Pflaumengespinstmotte durch die gräulichen Fransenschuppen von der Apfelgespinstmotte, während die gräuliche Bestäubung der Vorderflügel sie von der Pfaffenhütchen-Gespinstmotte unterscheidet. Bei Yponomeuta rorella (Hübner, 1796) besitzt die gräuliche Bestäubung eine etwas andere Struktur. Nach Povel 1984 kann man die Anzahl der Fühlersegmente zur Differenzierung heranziehen. So besitzt Y. padella 51 bis 57, Y. malinellus 50 bis 56 und Y. cagnagella 56 bis 65 Fühlerglieder.

## Verbreitung
Die Pflaumen-Gespinstmotte ist in Europa weit verbreitet, man findet sie in allen Biotopen, in denen die Nahrungspflanzen vorkommen. Auf dem Gebiet der ehemaligen Sowjetunion ist sie im europäischen Teil im Norden bis in das Sankt Petersburger Gebiet verbreitet. Im Osten ist die Pflaumen-Gespinst-Motte in Transkaukasien, im Süden Kasachstans und in Zentralasien verbreitet. In Nordamerika wurde die Art eingeschleppt.
In Nordirland trat Y. padella erst in Erscheinung, als im Jahr 1972 an Hecken des Eingriffeligen Weißdorns (Crataegus monogyna) und des Schlehdorns (Prunus spinosa) eine Entlaubung beobachtet wurde. Bis zu diesem Zeitpunkt gab es keinen Nachweis für Y. padella, obwohl Y. malinellus lokal vorkam. In Teilen der Republik Irland erreichte die Verbreitung von Y. padella innerhalb von 30 Jahren epidemische Ausmaße. In einem Zeitraum von 10 Jahren besiedelte die Art eine Fläche von mehr als 600 km² und breitet sich weiter aus. Innerhalb dieses Gebietes erschienen die Populationen zufällig, die meisten Hecken wurden nicht befallen, während in befallenen Gebieten die Populationen viele Jahre überdauerten.

## Lebensweise
Die Weibchen legen die Eier in schuppenartigen Gelegen an Schlehdorn (Prunus spinosa), Weißdorn (Crataegus), Pflaume oder Kirsche (Prunus) ab. Die Eier werden meist an den Dornen abgelegt, gelegentlich findet man sie auch am Stamm. Sie werden mit einem gelblichen Schleim bedeckt, der aushärtet und eine wasserdichte Schutzschicht bildet. Im Durchschnitt enthält ein Gelege 50 Eier, die Anzahl variiert allerdings beträchtlich.
Die Mehrzahl der Raupen schlüpft innerhalb von drei Wochen, einige überwintern unter der für die Eier angelegten wasserdichten Schutzschicht. Im Mai kriechen sie unter der Schutzschicht hervor und fressen an Knospen oder an jungen Blättern. Die Larven des ersten Larvalstadiums leben dabei im Gegensatz zu denen der Apfel-Gespinstmotte nicht als Minierer, sondern sofort gesellig in einem Gespinst. Die erwachsenen Raupen verpuppen sich gemeinsam in lockeren, grauen Kokons in einem Sammelgespinst. Die Kokons sind unregelmäßig im Raupengespinst verteilt.

### Flugzeit
Die Pflaumen-Gespinstmotte bildet eine Generation im Jahr, die von Juni bis Juli (auf den Britischen Inseln von Juli bis August) fliegt. Die Larven schlüpfen im Mai. Die Falter sind nachtaktiv, wobei die Flugphase unmittelbar vor der Dämmerung beginnt. Sie endet, sobald es dunkel ist. Die Falter kommen ans Licht.

### Schädling
Die Larven der Pflaumen-Gespinstmotte fressen an einer Vielzahl von Steinobst-Sorten und können im Gartenbau beträchtlichen ökonomischen Schaden anrichten. Zur Bekämpfung können die abgefallenen Blätter eingesammelt und vernichtet werden. In Osteuropa wird der Parasitoid Ageniaspis fuscicollis Dalman, 1820 (Hymenoptera: Encyrtidae) zur biologischen Kontrolle eingesetzt. Dieser Parasitoid hat in Irland keinen feststellbaren Einfluss auf die Populationsdichte, stattdessen wurde ein bis dahin unbekanntes Microsporidium entdeckt, das die Darmzellwände des Wirtes infiziert und diesen tötet.

### Parasitoide
An den Larven der Pflaumen-Gespinstmotte parasitieren verschiedene Hautflüglerarten (Hymenoptera). Die wichtigsten sind Ageniaspis fuscicollis, Elasmus nudus (Nees, 1834), Tetrastichus evonymellae (Bouche, 1834) (Hymenoptera: Eulophidae). In der Literatur wird auch eine Infektion mit dem Bakterium Bacillus subtilis erwähnt.

## Systematik
In der Literatur ist die Pflaumen-Gespinstmotte unter folgenden Synonymen bekannt:
- Hyponomeuta diffluellus Heinemann, 1870[6][1]
- Yponomeuta rhamnellus Gershenson, 1974[6][1]
- Phalaena (Tinea) padella Linnaeus, 1758[1]
- Hyponomeuta variabilis Zeller, 1844[1]